# Cobweb
Cobweb är en amerikansk thriller- och skräckfilm från 2023. Filmen är regisserad av Samuel Bodin, efter ett manus skrivet Chris Thomas Devlin. I filmens huvudroller ses Lizzy Caplan, Antony Starr och Cleopatra Coleman.
Filmen hade biopremiär i Sverige den 18 augusti 2023, utgiven av Noble Entertainment.

## Handling
Filmen kretsar kring den åttaårige pojken Peter som på nätterna plågas av mystiska knackningar från hans sovrumsvägg. Hans föräldrar säger att ljuden endast finns i Peters fantasi. Men han blir mer och mer säker på att hans föräldrar döljer en fruktansvärd hemlighet.

## Rollista (i urval)
- Lizzy Caplan – Carol
- Woody Norman – Peter
- Cleopatra Coleman – Miss Devine
- Antony Starr – Mark
- Luke Busey – Brian
- Steffanie Sampson – Brians mor
- Jay Rincon – rektor